# Владыка Бесчинства

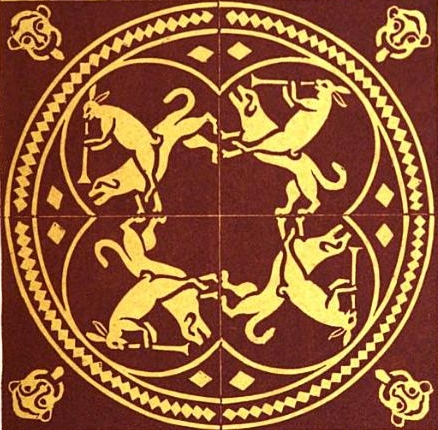
В духе бесчинства – о чём свидетельствуют ухмыляющиеся маски по углам – средневековая напольная плитка в Дарби Блэкфрайарс изображает торжествующего охотящийся заяц верхом на собаке.

В Англии Владыка Бесчинства (Lord of Misrule) – известный в Шотландии как Аббат Безрассудства (Abbot of Unreason), а во Франции как Принц шутов (Prince des Sots) – был офицером, выбираемым по жребию во время Святочного Периода для председательства на Празднике дураков. Владыка Бесчинства обычно был крестьянином или иподиаконом, назначаемым для руководства рождественскими пиршествами, часто включавшим в себя пьянство и дикие вечеринки.
Церковь в Англии проводила аналогичный фестиваль с участием мальчика-епископа Этот обычай был отменён Генрихом VIII в 1541 г., а восстановлен католичкой Марией I и вновь отменён протестанткой Елизаветой I, хотя кое-где он и сохранялся в течение ещё некоторого времени. На континенте он был упразднён Базельским собором в 1431 г., однако время от времени ещё возрождался в некоторых местах даже в XVIII в. В эпоху Тюдоров Владыки Бесчинства (иногда называемый Аббатом Бесчинства или Королём Бесчинства) несколько раз упоминается в современных документах, относящихся к пиршествам как при дворе, так и среди простых людей.
Хотя в основном он известен как британский праздничный обычай, однако ряд фольклористов, например, Джеймс Фрэзер и Михаил Бахтин, утверждали, что назначение Владыки Бесчинства происходило из аналогичного обычая, практиковавшегося во время римских празднований Сатурналий. В Древнем Риме с 17 по 23 декабря (по юлианскому календарю) на праздник Сатурналий назначался человек, выбиравшийся в качестве мнимого царя, в облике римского божества Сатурна. Эта гипотеза была подвергнута резкой критике со стороны Уильяма Уорда Фаулера, утверждавшего, что, несмотря на частоту возникновения христианских традиции непосредственно из переосмысления обычаев древности, рождественский обычай Владыки Бесчинства в христианскую эпоху, а также сатурналиевский обычай древности могут иметь совершенно различное происхождение Однако эти два отдельных обычая можно сравнивать и противопоставлять.

## История

### Древний Рим
1 января 400 г. н.э. епископ Астерий Амасейский в Понте (современная Амасья, Турция) произнёс проповедь против праздника календ («этого глупого и вредного наслаждения», this foolish and harmful delight), в которой описывается роль потешного царя в эпоху поздней античности. На новогоднем празднике дети подходили к каждому порогу, обменивая подарки на вознаграждение:
Этот фестиваль учит даже маленьких детей, безыскусных и простосердечных, быть жадными, а также ходить от дома к дому и предлагать новые подарки, фрукты, покрытые серебристыми блёстками. За них они получают, в свою очередь, подарки вдвое дороже, и вот так в нежные умы молодёжи впечатываются торговля и низменность.
Астерий. Речь 4: Против празднеств Календ (Adversus Kalendarum Festum)
Это контрастировало с христианским праздником, не случайно проводившимся в следующий день:
Мы празднуем рождение Христа, ибо в это время Бог явил себя во плоти. Мы празднуем Праздник Светов (Богоявление), ибо прощение наших грехов выводит нас из темной тюрьмы нашей прежней жизни в жизнь света и праведности.
— Астерий, "Речь 4".
Примечательно, что для Астерия христианский праздник был явным выходом из тьмы во свет, и хотя никакая безусловно солнечная природа не могла быть выражена в принципе, но именно возобновление света в середине зимы праздновалось среди римских язычников официально со времён Аврелиана в качестве «праздника рождения Непобедимого Солнца». Между тем во всём городе Амасия, хотя вход в храмы и святые места и запрещался указом Феодосия I (391 г.), однако праздник дарения даров, когда происходили «всякий шум и смятение» в «ликовании о новом годе» с поцелуями и дарением монеты, к сильному отвращению и презрению епископа:
Это превратно зовётся праздником, ибо исполнено раздражения; поскольку выходить на улицу обременительно, а оставаться внутри нельзя, чтобы не оказаться растревоженным. Ибо обычные бродяги и сценические фокусники, разделившись на отряды и сборища, ошиваются около каждого дома. Ворота государственных чиновников они осаждают с особой настойчивостью, фактически крича и хлопая в ладоши, пока тот, кто находится в осаде внутри, измучившись, не выбрасывает им все деньги, которые у него только есть, и даже те, что ему не принадлежат. И вот эти нищенствующие, переходящие от двери к двери, следуют один за другим, и до позднего вечера нет никакого облегчения от этой невзгоды. Ибо толпа сменяет толпу, и кричат, кричат, и тратят, тратят.
— Астерий, "Речь 4"
Над честными фермерами, приезжавшими в город, могли посмеяться, отшлёпать или ограбить. Хуже того,
"И даже наши превосходнейшие и бесхитростные пророки, безошибочные представители Бога на земле, которые, когда им ничто не мешает в их труде, являются нашими верными служителями, даже с ними обращаются дерзостно". Что же касается солдат, то они тратят всё их жалованье на бунты и на распутных женщин, возможно, они смотрят пьесы, "потому что они учатся вульгарности и актёрские приблуды". Их военная дисциплина ослаблена. Они издеваются над законами и правительством, хранителями коих они были назначены. Ибо они высмеивают и оскорбляют августейшее правительство. Они восходят на колесницу, словно на сцену; они назначают мнимых ликторов и прилюдно ведут себя как шуты. Это более благородная часть их распутства. Но другие их деяния, как о них упоминать? Разве чемпион, мужчина с львиным сердцем, мужчина, который, будучи вооружен, вызывает восхищение его друзей и ужас врагов, расстёгивает тунику до лодыжек, разве он завязывает пояс на груди, носит женские сандалии, укладывает волосы на голове по-женски, набивает прялку шерстью, а той правой рукой, в которой некогда был трофей, вытягивает нитку и, изменяя тон голоса, произносит слова более резким женским дискантом?"
Однако, по словам антрополога Джеймса Фрэзера, у фестиваля Сатурналий была и более тёмная сторона. В Дуросторуме на Дунае (современная Силистра ) римские солдаты выбирали из своей среды человека, который в течение 30 дней был Владыкой Бесчинства. По истечении этих 30 дней ему перерезали горло на алтаре Сатурна. Также было зарегистрировано и аналогичное происхождение британского Владыки Бесчинства в качестве жертвенного короля («временного короля» (temporary king), как выразился Фрэзер), которого позднее казнили ради всеобщего блага.
Ссылки на точку зрения Фрейзера на эту древнюю жертву были сделаны в фильме 1973 г. «Плетеный человек».
Хотя более поздний римский обычай Владыки Бесчинства как распорядителя пиршеств, фигуры веселья и не более того, наиболее распространён, но, по-видимому, имеется и ряд указаний на более ранний и более неприятный аспект этой фигуры. Фрэзер рассказывает:
Мы вправе предположить, что в более раннюю и варварскую эпоху в Древней Италии, где бы ни преобладало поклонение Сатурну, была распространена практика выбора человека, игравшего роль и пользовавшегося всеми традиционными привилегиями Сатурна в течение сезона, а затем умиравшего, от своей или от чужой руки, будь то от ножа, огня или на дереве, по образу доброго бога, отдавшего свою жизнь за мир.

### Англия эпохи Тюдоров

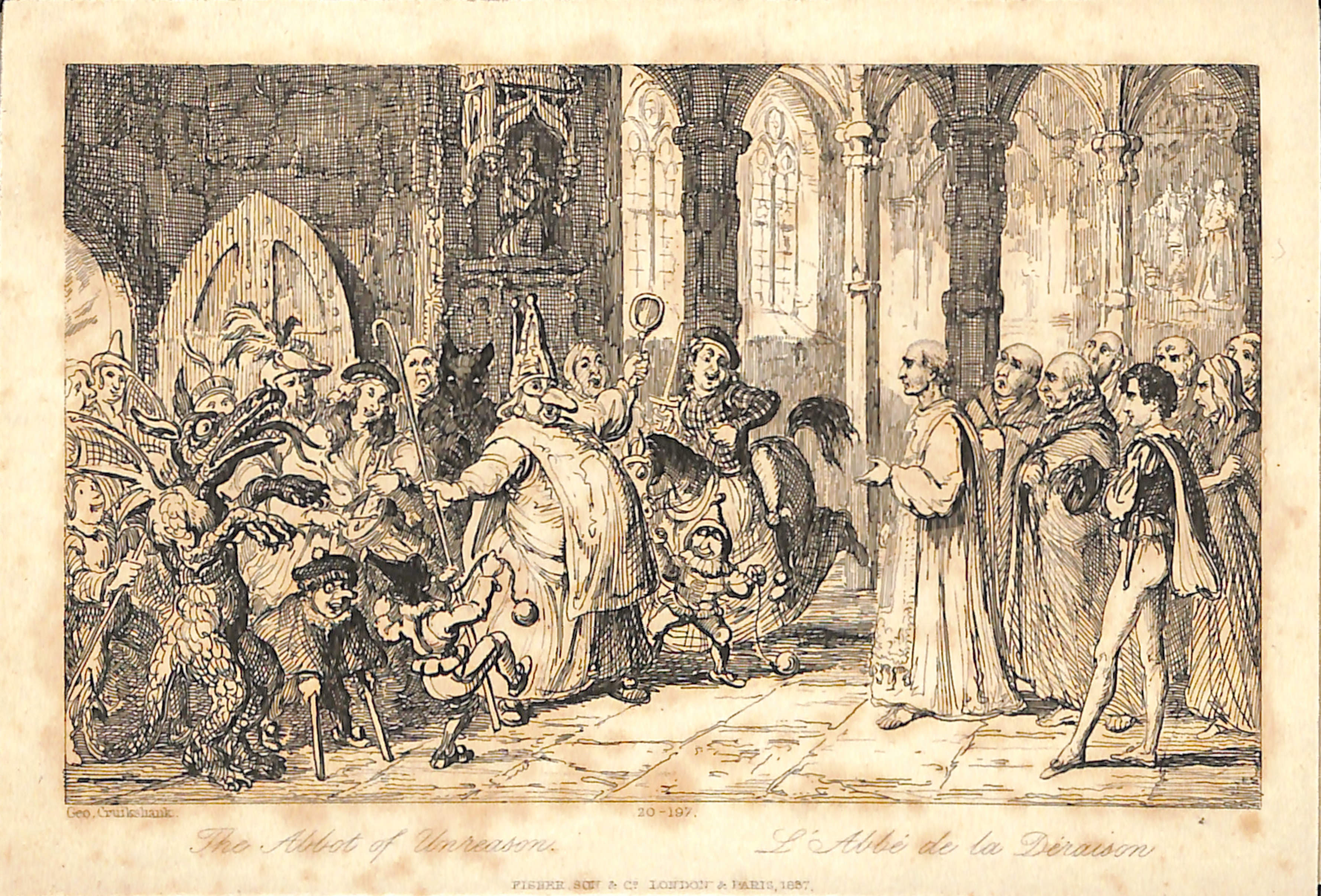
Аббат Безрассудства(Джордж Крукшанк)

В эпоху Тюдоров Джон Стоу в «Обзоре Лондона» (Survey of London), опубликованном в 1603 г., даёт описание Владыки Бесчинства:
[В] праздник Рождества в королевском доме, где бы он ни обитал, был Владыка Бесчинства или Мастер весёлых забав, и тому подобное имелось в доме всякого благородного человека, почётного или достопочтенного, духовным ли он был человеком или светским. Среди них у мэра Лондона и у каждого из шерифов было несколько Владык Бесчинства, каждый из которых начинал ссоры или оскорбления, должен был устраивать самые редкие развлечения ради того чтобы порадовать зрителей. Эти Владыки, начавшие свое правление на Alhollon Eue [Хэллоуин], продолжали то же самое до следующего дня после Праздника Очищения (Feast of Purification), обычно называемого Днём Сретения (Candlemas Day).
Владыка Бесчинства упоминается и Филипом Стаббсом в его «Анатомии злоупотреблений» (Anatomie of Abuses, 1585), где он заявляет, что «дикие главы приходов собираются вместе, избирают великого капитана (бесчинства), которого возвеличивают титулом лорда». Затем он описывает, как они красочно одеваются, привязывают к ногам колокольчики и «идут в церковь (хотя бы служитель молился или проповедовал), танцуя и размахивая своими носовыми платками» ("go to the churche (though the minister be at praier or preachyng) dauncying and swingyng their handercheefes").

## Упадок обычая в Великобритании

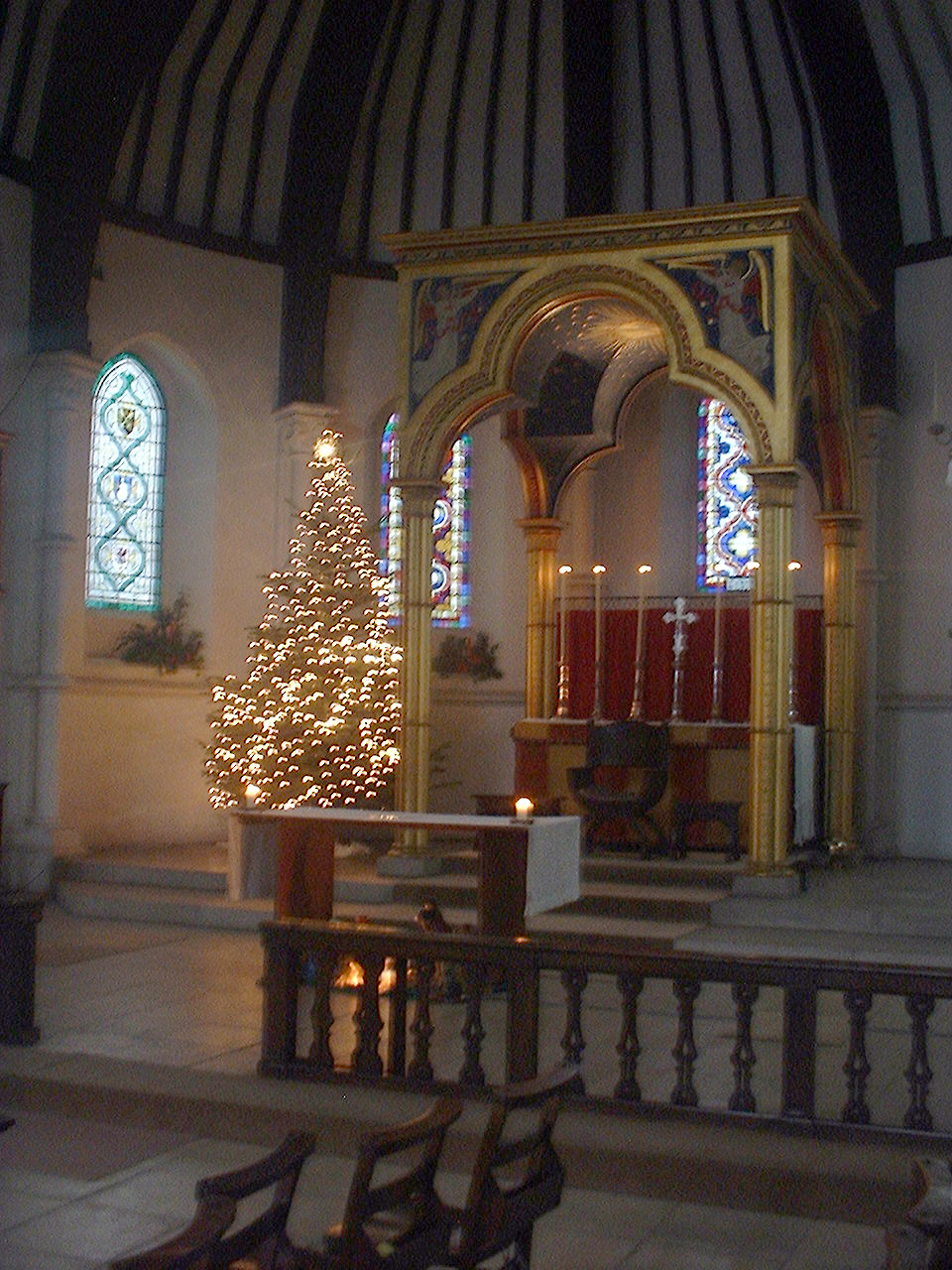
Оксфордское движение и сочинения таких авторов, как Чарльз Диккенс, сделали центром празднования религиозные и семейные аспекты Рождества, сформировав популярные традиции, сохраняющиеся и по сей день.

С возникновением пуританской партии в англиканской церкви XVII в. обычай Владыки Бесчинства был объявлен вне закона, поскольку считался «подрывным» (disruptive); даже после Реставрации обычай оставался под запретом и вскоре был позабыт. В начале XIX в. Оксфордское движение в англиканской церкви положило начало «развитию более богатых и более символических форм поклонения, строительству неоготических церквей, а также возрождению и возрастанию центральной роли празднования и самого Рождества как христианского празднества» (the development of richer and more symbolic forms of worship, the building of neo-Gothic churches, and the revival and increasing centrality of the keeping of Christmas itself as a Christian festival), а также «специальные благотворительные акции для бедных» в дополнение к «специальным услугам и музыкальным мероприятиям» (special services and musical events). Чарльз Диккенс и другие писатели помогли в этом возрождении праздника, «изменив представление о Рождестве и его праздновании», поскольку они подчёркивали важность семьи, религии, дарения подарков и социального примирения в отличие от исторического веселья, распространённого в ряде мест.